# 刑事施設視察委員会
刑事施設視察委員会（けいじしせつしさついいんかい）は、刑務所や拘置所などのいわゆる刑事施設が、適切に運営されているかどうかを監視するための、外部の人間を加えた第三者機関。
メンバーは主に下記の者で構成される。全員で5から10人程度。
- その刑事施設の長
- 篤志面接委員
- その地域から選出された市や県などの地方公共団体の議員
- その地域から選出された国会議員
- その地域の町内会・自治会などの長
- その地域か、周辺地域で担当している保護司

事務局は刑事施設内に置かれ、数ヶ月に1度会議と施設内視察が行われる。

## 被収容者との対話
刑事施設視察委員会は、刑事施設の実態を把握するため、被収容者から現在の状況を聴取することができる。また、被収容者は委員会に現状を訴え出ることもできる。
被収容者が委員会の諮問に出席を希望するときは、舎房内にある投函箱に手紙を書いて投函するか、事務局宛に通常通り郵便で差出し、その旨を申し出る。その際、通常の願い事のように願せんは必要ない。便箋等は自前のものを用いてもかまわないが、職員に申し出て備え付けのものを使用することもできる。通常、刑事施設から手紙などを差し出すときは、書信係等外部交通担当者の検査を受けるが、委員会宛の手紙は検査をせずに、職員が被収容者の目前で封緘をして差し出すようになっている。諮問に出席するのは、抽選となり必ず話を聞いてもらえるわけではないが、通常の願せんでの願い事に比べて改善の確率は高いといえる。